# Titovka

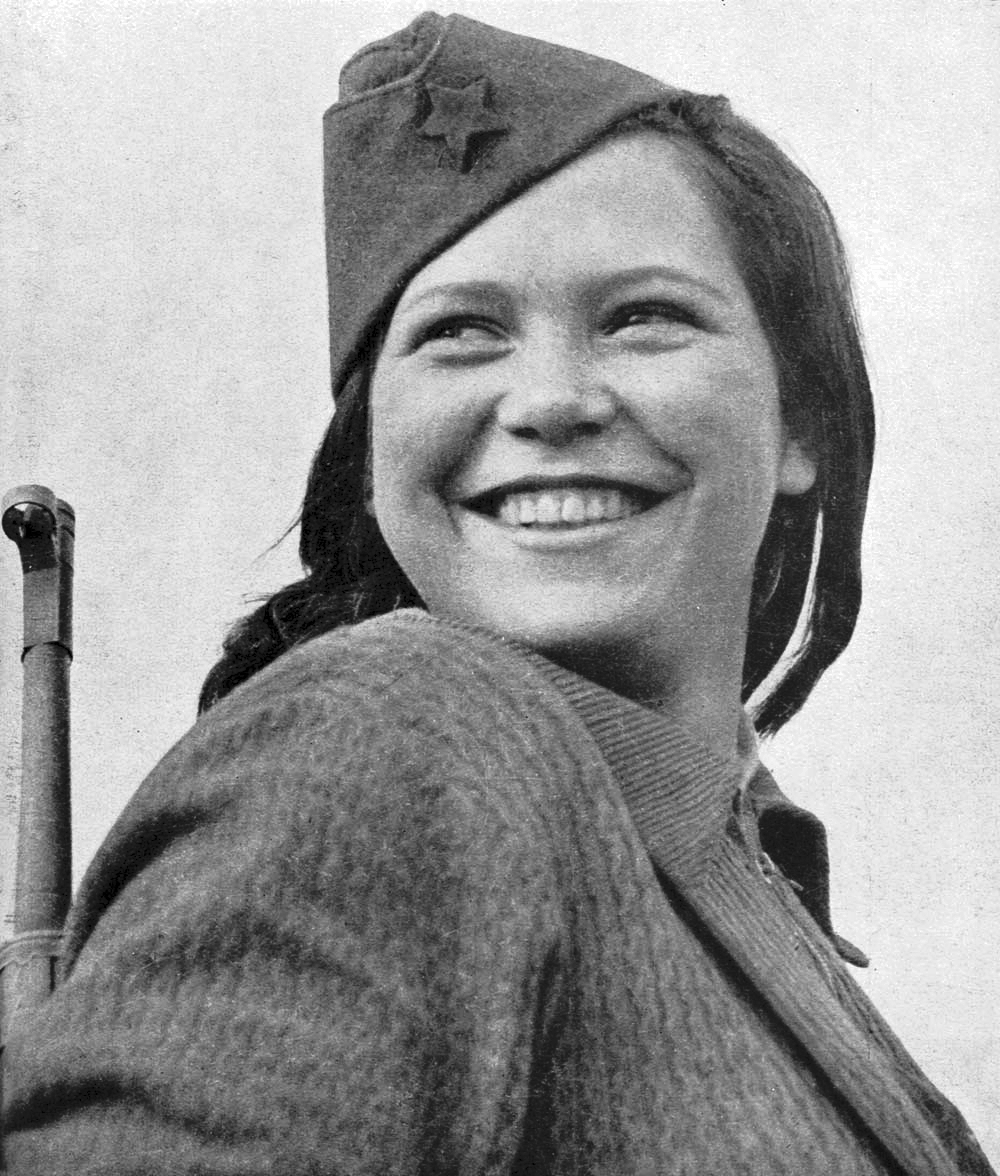
Kozarčanka de Žorž Skrigin. Milja Marin, a fotografada, utilizando um Titovka

O Titovka (cirílico: Титовка) era um famoso quepe verde, característico dos Partisans Iugoslavos durante a Segunda Guerra Mundial e, posteriormente, do Exército Popular Iugoslavo (JNA), daí o nome "quepe do JNA". Era baseado na pilotka russa e frequentemente apresentava o emblema da estrela vermelha na frente, feito de feltro vermelho ou uma estrela vermelha esmaltada com a foice e o martelo.  Recebeu o nome em homenagem ao líder partisan e presidente da Iugoslávia, Marechal Josip Broz Tito, e foi usado pela União dos Pioneiros da Iugoslávia, nas cores branca ou azul.